# José Luis Martín Rodríguez
José Luis Martín Rodríguez (Monleras, 22 de desembre de 1936 – Salamanca, 17 d'octubre de 2004) va ser un historiador i catedràtic espanyol.

## Biografia
En 1962 es va llicenciar en Història a la Universitat de Barcelona i posteriorment també es va doctorar en Història a la mateixa universitat (1965), on va exercir de professor fins que en 1966 va guanyar la Càtedra d'Història Medieval de la Universitat de Salamanca, de la qual va ser degà (1976-1977). Fou catedràtic també a la Universitat Complutense, i a la Universitat Nacional d'Educació a Distància (UNED). Membre corresponent de la Reial Acadèmia de la Història, des de 1990 presidia el Centre d'Estudis de Salamanca, vinculat al Consell Superior d'Investigacions Científiques (CSIC).
A més de la càtedra de la Universitat de Salamanca també va ser catedràtic d'Història Medieval de la Universitat Complutense i de la Universitat Espanyola a Distància.
Cofundador i primer secretari de l'Anuari d'Estudis Medievals (Barcelona), formava part del consell de redacció d'aquesta i altres revistes. Va dirigir, entre d'altres, la col·lecció «Documents i Estudis per a la Història de l'Occident Peninsular», de la qual va ser fundador.
Va militar en moviments antifranquistes.

## Obra
Entre les seves publicacions, tenen especial interès els manuals i les obres de divulgació, com La Península en l'edat mitjana.
- Las Cortes medievales. (1989) Historia 16.ISBN 84-7679-143-7
- Documentos del Archivo Catedralicio de Zamora. (1982). Universidad de Salamanca. Ediciones Universidad Salamanca ISBN 84-7481-190-2
- Enrique IV de Castilla : rey de Navarra, príncipe de Cataluña (2002) Editorial Nerea. ISBN 84-89569-82-7
- La afirmación de los reinos : (siglos XI-XIII). (1985) Tomo 4 Historia de Castilla y León Ámbito Ediciones. ISBN 84-86047-51-X
- La península en la edad media. (1993) Editorial Teide. ISBN 84-307-7346-0